# Полет 266 на „Юнайтед Еър Лайнс“
Полет 266 на „Юнайтед Еър Лайнс“ е редовен пътнически полет от международното летище „Лос Анджелис“, Лос Анджелис, Калифорния, до международното летище „Генерал Мичъл“, Милуоки, Уисконсин, през международното летище „Стейпълтън“, Денвър, Колорадо, Съединените американски щати, управляван от „Юнайтед Еър Лайнс“. На 18 януари 1969 г., приблизително в 18:21 ч. самолетът „Боинг 727-22C“, който изпълнява полета, се разбива в залива Санта Моника, Тихия океан, на около 18,5 км западно от международното летище в Лос Анджелис, 4 минути след излитане и убива всички 38 души на борда.
Още преди машината да се разбие, екипажът съобщава за предупреждение за пожар в двигател № 1 и го изключва. Малко след това двигател № 2 спира да работи. Националният съвет за безопасност на транспорта не успява да определи защо двигател № 2 се поврежда, след като остава единственият източник на енергия на самолета, нито защо „електрическата система в режим на готовност не е била активирана или не е успяла да функционира“. Въпреки това, вероятната причина за инцидента е загуба на ориентация през нощта от страна на екипажа, поради прекъсване на електрическо захранване.
На 13 януари 1969 г., само пет дни преди катастрофата, самолетът „Макдонъл Дъглас DC-8-62“, който изпълнява полет 933 на „Скандинейвиън Еърлайнс Систем“, се разбива в залива Санта Моника при последния си заход на път за същото летище. Машината се счупва наполовина при удара и убива 15 души, докато останалите 30 оцеляват в част от фюзелажа, която остава на повърхността.